# جوایز بازی اس‌اکس‌اس‌دبلیو
جوایز بازی اس‌اکس‌اس‌دبلیو (به انگلیسی: SXSW Gaming Awards) جوایزی هستند که معمولاً در ماه مارس هر سال در جشنواره جنوب از جنوب غربی (اس‌اکس‌اس‌دبلیو) که در آستین، تگزاس برگزار می‌شود به بازی‌های ویدئویی داده می‌شوند. این جوایز بخشی از نمایشگاه بازی‌های اس‌اکس‌اس‌دبلیو است. این جوایز در سال ۲۰۱۳ راه‌اندازی شده و اولین دوره آن، جوایز بازی اس‌اکس‌اس‌دبلیو سال ۲۰۱۴ بود.